# Bulgaria ai XXII Giochi olimpici invernali
La Bulgaria ha partecipato ai XXII Giochi olimpici invernali, che si sono svolti dal 7 al 23 febbraio a Soči in Russia, con una delegazione composta da 18 atleti.

## Biathlon
La Bulgaria ha il diritto di schierare, secondo le prestazioni del 2012 e del 2013:
- 5 Uomini
- 1 Donna

## Slittino
La Bulgaria ha qualificato nello slittino un atleta uomo.
| Gara             | Atleta           | 1ª manche | 2ª manche | 3ª manche | 4ª manche | Totale   | Posizione |
| ---------------- | ---------------- | --------- | --------- | --------- | --------- | -------- | --------- |
| Singolo maschile | Stanislav Benjov | 55"040    | 55"006    | 54"558    | 54"476    | 3'39"080 | 38        |